# Marie-Luise Nikuta

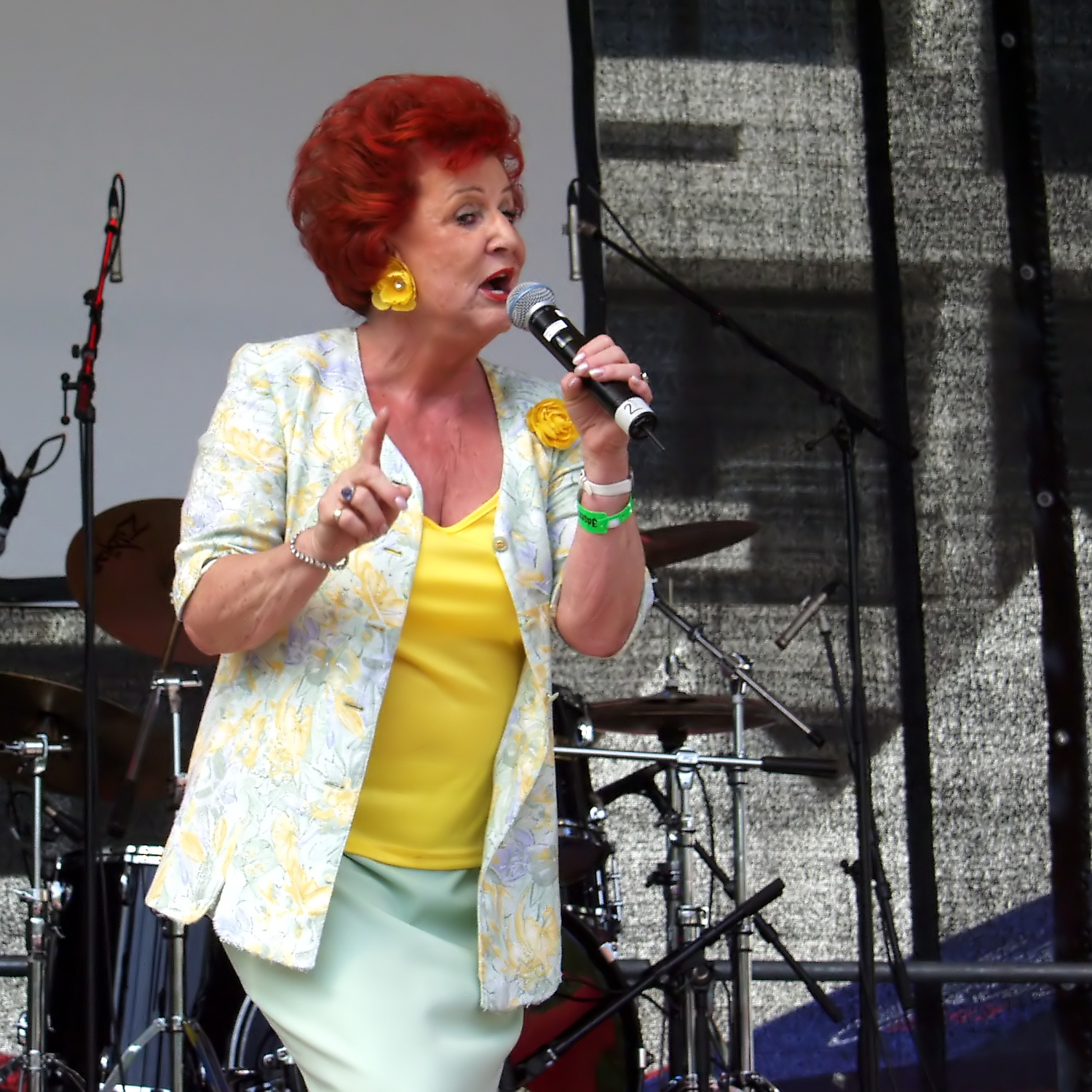
Marie-Luise Nikuta, 2006

Marie-Luise Nikuta (* 25. Juli  1938 als Marie-Luise Oberbrinkmann in Köln-Nippes; † 25. Februar 2020 in Köln) war eine deutsche Mundartsängerin, -texterin und -komponistin. Sie wurde mit kölschen Karnevalsliedern wie E paar Grosche för Ihs oder Weiste wat, mer fahre met d’r Stroßebahn noh hus bekannt und galt als „Königin des Mottolieds“, das sie jährlich zum Kölner Karneval beisteuerte. Sie war auch fester Bestandteil des Cologne Pride, für den sie 2003 ebenfalls ein Mottolied schrieb.

## Leben und Karriere
Marie-Luise Nikuta war 13 Jahre alt, als sie mit dem Kölner Kinderchor ihren ersten Hit sang: Mer fiere Fastelovend. Nach einer Ausbildung zur Versicherungskauffrau und der Geburt einer Tochter widmete sie sich ab 1968 ihrer professionellen Musikkarriere. In jenem Jahr trat sie erstmals beim Literarischen Komitee auf. Ebenfalls 1968 erschien mit der Single Däu mer doch de Naache eine ihrer ersten Plattenveröffentlichungen.
Nikuta textete, komponierte und sang in den folgenden Jahrzehnten über 160 Karnevalslieder. Darunter Erfolgstitel wie Dat ahle Sofa, Kölsch, kölsch, kölsch, Wenn die Engelcher ens Fastelovend fiere, E paar Grosche för Ihs oder Weiste wat, mer fahre met d’r Stroßebahn noh hus. Neben Auftritten in Köln nahm sie 1974 auch an der Steubenparade in New York City teil. Zusammen mit den Roten Funken, bei denen sie auch im Rosenmontagszug auf einem Festwagen mitfuhr, besuchte sie 1987 und 1991 in Windhoek den Karneval in Namibia.

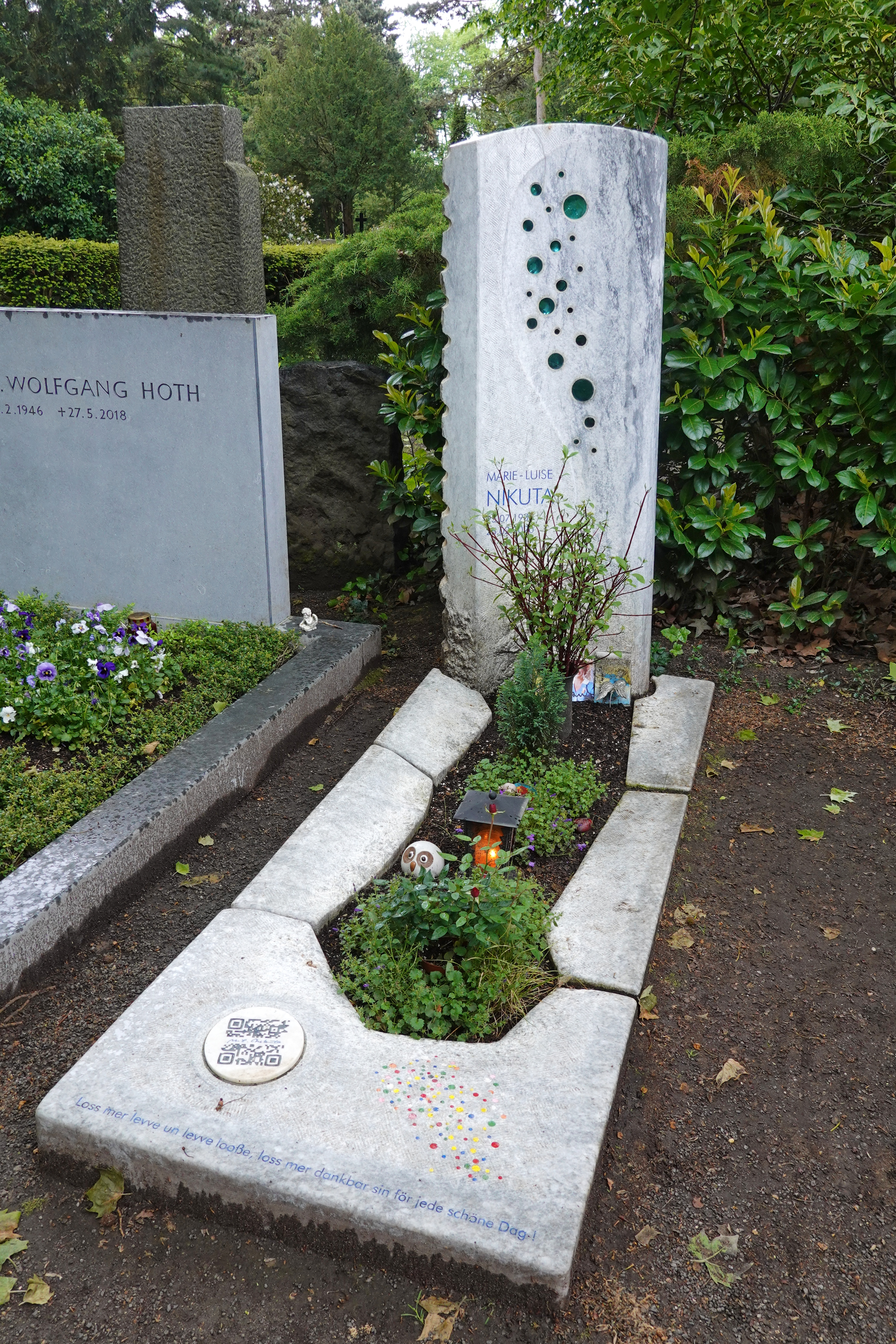
Grabstätte auf dem Melaten-Friedhof

Im Herbst 2014 kündigte sie ihren Rückzug von der Bühne an und wurde bei der Sessionseröffnung am 11. November auf dem Heumarkt in Köln verabschiedet. Sie schrieb aber weiterhin bis zu ihrem Tod die Mottolieder des Kölner Karnevals. Marie-Luise Nikuta starb am Karnevalsdienstag 2020 im Alter von 81 Jahren in Köln und wurde auf dem Melaten-Friedhof beigesetzt.

## Diskografie (Auswahl)

### Alben
- 1974: Kölsche Spezialitäten und Lieder (BASF)
- 1977: Der Vater hat ’nen Kater – 12 rheinische Muntermacher von und mit Marie-Luise Nikuta (Polydor)
- 1979: Neue Lieder aus Köln (Polydor)
- 1990: Kölsche Mädcher (Polyphon, Kompilation)
- 1996: Kölle Alaaf (Odeon/EMI)

### Singles
- 1973: En Pri, En Pra, En Prummetaat
- 1976: Rockefeller (Wat uns fehlt, dat es ene …) / Nimm mich wie ich bin
- 1978: Straßenbahn Song (Weißte wat, mr fahre met dr Stroßebahn noh Hus) / Do kannste nix dran maache
- 1980: Ich han’ne Jung us Kölle / Wat mr hät, dat weiß mr
- 1981: Do jonn m’r hin / Wenn ich dich nit hatt

### Mottolieder (unvollständig)
- 1966/1967: Kölschiger
- 1968/1969: Kölsch, Kölsch, Kölsch
- 1970/1971: Ruse, Tulpe, Nelke –
- 1972/1973: Karneval in Colonia
- 1975/1976: Wenn die Engelcher ens Fastelovend fiere …
- 1977/1978: E paar Grosche för Ies
- 1981/1982: Kölle Alaaf – dat klingk su wunderschön
- 1982/1983: Et schönste Märchen
- 1983/1984: Hits us Kölle
- 1984/1985: Loß mer levve … –
- 1986/1987: Einmol em Johr
- 1987/1988: Colonia feiert Feste
- 1988/1989: Wir machen Musik – Met vill Harmonie
- 1989/1990: Hereinspaziert
- 1990/1991: Kinema Colonia
- 1991/1992: Et kütt wie et kütt
- 1992/1993: Sinfonie en Doll
- 1993/1994: Hokus, Pokus, Kölsche Zauberei
- 1994/1995: Kommt nach Colonia …
- 1995/1996: Typisch Kölsch
- 1996/1997: Nix bliev wie et es
- 1997/1998: Fastelovend un d’r Dom
- 1998/1999: Das waren Zeiten
- 1999/2000: Kölle loss jonn
- 2000/2001: Köln kann sich mit allen Messen
- 2001/2002: Janz Kölle es e Poppespill
- 2003/2004: Klaaf un Tratsch op kölsche Art
- 2003: Liebe Deine Nächsten (Mottolied CSD)
- 2005/2006: E Fastelovendfoßballspill
- 2006/2007: Mir all sin Kölle
- 2007/2008: Uns Kulturkamelle (Jeschenke für Kölle)
- 2008/2009: Wenn de Engelcher ens Fastelovend fiere
- 2009/2010: In Kölle gebützt
- 2010/2011: Köln hat was zu beaten
- 2011/2012: Jedem Jeck sing Pappnas
- 2012/2013: Fastelovend em Bloot, he un am Zuckerhot
- 2013/2014: Zokunf – mer spingkse wat kütt
- 2014: Knuddel doch mal mit, Mottolied für die Kampagne „Knuddel mal wieder“, Duett mit Donato Plögert
- 2014/2015: Social jeck – kunterbunt vernetzt
- 2015/2016: Mer stelle alles op d’r Kopp
- 2019/2020: Et Hätz schleiht em Veedel

## Auszeichnungen und Rezeption
Nikuta erhielt als bisher einzige Frau die Willi-Ostermann-Medaille für ihr musikalisches Schaffen. Sie wurde Ehrenmitglied im Klub Kölner Karnevalisten und von vielen Karnevalsgesellschaften zur Ehrensenatorin ernannt. Für ihr langjähriges Engagement erhielt sie bei ihrer Verabschiedung den „großen Verdienstorden mit Brillanten“, eine der höchsten Auszeichnungen im Kölner Karneval, die ihr als erster Künstlerin verliehen wurde.
Weitere Auszeichnungen:
- 1972: Das „Goldene Herz“ der Stadt Siegburg
- 1973: Die „Goldene Ostermann-Medaille“ der Stadt Köln
- 1975: Den „Orden zur Erhaltung des rheinischen Frohsinns“ der Stadt Zülpich
- 1980: Den „Schmitz-Orden“ der Kölnischen Rundschau, Köln
- 1981: Das „Goldene Burg Wissen“ der Stadt Troisdorf
- 1982: Das „Goldene Spinnrad“ der Stadt Mönchengladbach
- 1988: Die „Goldene Krone“ der Stadt Hürth
- 1988: Den Sonderstufenorden „Rheinland met Häzz“, Türnich
- 1992: Verdienstorden in Gold, Bund deutscher Karneval
- 1992: Verdienstorden in Gold, Festkomitee Köln
- 1995: Verdienstorden, Rote Funken, Köln, Ehrenmitglied
- 1998: Die „Goldene Mütze“ der KG „Alt-Köln“

- Mehrfache Gewinnerin der Karnevalistischen Hitparade von RTL
- Mehrfache Gewinnerin der Karnevalistischen Hitparade des WDR
- Mehrfache Gewinnerin des „Närrischen Oscar“ der Zeitung Express
- Zahlreiche Auszeichnungen der Kölner Traditionsgesellschaften für ihr Liedgut
- Zahlreiche Auszeichnungen der Kölner Traditionsgesellschaften für das beste kölsche Lied
- Ehren-Köbes der Karnevalsgesellschaft „Sölzer Köbesse“
- „Erste-Klasse-Passagier“ (Ehrenmitglied) der StattGarde Colonia Ahoj e. V.

Auch ehrenamtlich engagierte sich Nikuta stark. Sie war im Beirat der Aidshilfe, sammelte für den Förderverein für Demenzkranke und krebskranke Kinder. Sie war Ehrenmitglied von „Künstler helfen Kindern“. Ab 2010 trat sie beim Rheinischen Nachmittag in der Palliativstation im Klinikum Merheim auf.
Im August 2021 wurde der Verein Levve un levve losse e. V. – Freundeskreis Marie-Luise Nikuta & Förderkreis Kölnischen Liedgutes gegründet.